# Сельское поселение Кандабулак
Сельское поселение Кандабулак — муниципальное образование в Сергиевском районе Самарской области.
Административный центр — село Кандабулак.

## История
На реке Кандабулак произошло сражение между войском Тохтамыша и экспедиционным корпусом Тимура.

## Административное устройство
В состав сельского поселения Кандабулак входят:
- село Кандабулак,
- село Большая Лозовка,
- село Спасское.